# Idioma chokri
Chokri (también conocido como Chakrü, Chakhesang y Angami oriental) es uno de los tres idiomas hablados por los Chakhesang Naga del distrito de Phek, estado de Nagaland, India. También hay algunos hablantes de Chokri que residen en el distrito Senapati de Manipur. En 1991, se estimaba que había 20.000 hablantes nativos de chokri.

## Fonológia
|                      |            | Labiales | Alveolares/Retroflejas | Alveolares/Retroflejas | Alveolares/Retroflejas | (Alveolo-) palatales | Velares | Glotales |
| planas               | sibilantes | Labiales | laterales              |                        |                        | (Alveolo-) palatales | Velares | Glotales |
| -------------------- | ---------- | -------- | ---------------------- | ---------------------- | ---------------------- | -------------------- | ------- | -------- |
| Nasales              | voiced     | m        | n                      |                        |                        | (ɲ)                  | (ŋ)     |          |
| Nasales              | Sordas     | m̥        | n̥                      |                        |                        |                      |         |          |
| Oclusivas/ Africadas | Sordas     | p        | t                      | t͡s                     |                        | (t͡ɕ)                 | k       |          |
| Oclusivas/ Africadas | aspiradas  | pʰ       | tʰ                     | t͡sʰ                    |                        | (t͡ɕʰ)                | kʰ      |          |
| Oclusivas/ Africadas | Sonoras    | b        | d                      | d͡z                     |                        | (d͡ʑ)                 | ɡ       |          |
| Fricativas           | Sordas     |          |                        | s                      |                        | (ɕ)                  |         | h        |
| Fricativas           | Sonoras    | v        |                        | z                      |                        | (ʑ)                  | (ɣ)     |          |
| Líquidas             | Sordas     |          | ɻ̊                      |                        | l̥                      |                      |         |          |
| Líquidas             | Sonoras    |          | ɻ                      |                        | l                      |                      |         |          |

- /b/ se escucha como fricativa β cuando está antes de /ɯ/.
- /p/ se escucha como pf cuando está antes de /ɨ/.
- /m/ se escucha como ɱ cuando está antes de las vocales traseras altas.
- /ts, tsʰ, dz/ se escucha como [tɕ, tɕʰ, dʑ], /s, z/ como [ʑ, ɕ] y /n/ como ɲ, todos aparecen antes de /i/.
- /n/ se escucha como [ŋ] entre dos vocales traseras altas.
- /k, kʰ/ también se puede escuchar como [q, qʰ], /ɡ/ como ɣ, /ɻ/ como [ɣ,  ʁ] y /ɻ̊/ como χ, todos en variación libre.

|         | Anteriores | Centrales | Posteriores | Posteriores |
| ------- | ---------- | --------- | ----------- | ----------- |
| Cerrada | i          | ɨ         | u           | ɯ           |
| Media   | e          |           | o           | o           |
| Abierta |            | a         |             |             |

- /ɨ/ se escucha como ə en posición átona.
- Los sonidos /e, o/ se pueden escuchar como [ɛ, ɔ] en variación libre.

## Escritura
El Chokri está escrito en gran parte en el alfabeto latino.